# Georges Sorel
Georges Eugene Sorel (ur. 2 listopada 1847 w Cherbourgu, zm. 29 sierpnia 1922 w Boulogne-sur-Seine) – francuski myśliciel społeczny, socjolog, początkowo zwolennik syndykalizmu, następnie teoretyk narodowego syndykalizmu.

## Teoretyk rewolucyjnego syndykalizmu
Georges Sorel identyfikował się z syndykalizmem jedynie przez kilka lat swojego życia.

Sorel jest niekiedy kojarzony z anarchosyndykalizmem. Jak wskazuje Piotr Laskowski: 

Uznanie Sorela za myśliciela związanego z ruchem anarchistycznym może budzić zastrzeżenia, zresztą zapewne on sam oponowałby przeciwko takiej klasyfikacji. A jednak poglądy Sorela czerpią z tradycji anarchistycznej, zdradzają wpływ Proudhona i zdają się poprowadzeniem niektórych intuicji anarchistycznych do kresu”.

Sorel krytykował tych anarchistów, którzy „pozostają wierni swojej literaturze rewolucyjnej” i są niechętni wstąpieniu swoich przyjaciół do syndykatów. Wychwalał zaś tych, którzy przystąpili do związków zawodowych i oderwali się od „teorii, które zostały sfabrykowane w kręgach filozoficznych”. Sorel potępiał socjalistów, którzy po sprawie Dreyfusa doszli do władzy – widział w ich poczynaniach koniec socjalizmu.
W Rozważaniach o przemocy, twierdził, że parlamentarne poszukiwanie kompromisu i ustawodawstwo socjalne prowadzi nie tylko do osłabienia proletariatu, ale też burżuazji. Walka klas zamiera, a to prowadzi do powolnej dekadencji − cywilizacja zmierza ku ruinie. Jedyna nadzieja − zdaniem Sorela − w proletariacie, który przy użyciu przemocy ma ponownie ustanowić podział między klasami. Celem jest uratowanie cywilizacji; stworzenie silnej kultury. Walka klas nie powinna być zatem redukowana do konfliktu ekonomicznego.
Sorel postrzegał syndykaty jako miejsce, w którym tworzona jest nowa kultura moralna, w którym rodzi się homo faber. Moralność właściciela zostanie wyparta przez moralność twórcy.

### Strajk generalny
Sorel twierdził, że: 

Trzeba odwoływać się do obrazów, które razem, jeszcze przed wszelką rozważną analizą, mogą wywołać masę uczuć, przekładających się na różne aspekty wojny wydanej społeczeństwu współczesnemu przez socjalizm”.

 Mitem, który wyzwoli robotniczy heroizm w syndykatach, jest strajk generalny.

[...] strajk generalny − pisał Sorel − jest tym właśnie, co powiedziałem: mitem, w którym zawiera się cały socjalizm [...] Strajki zrodziły w proletariacie uczucia najszlachetniejsze, najgłębsze i posiadające największą siłę motoryczną spośród wszystkich uczuć, jakie on żywi; strajk generalny grupuje wszystkie w obraz stanowiący jedną całość i poprzez ich zestawienie nadaje każdemu z nich maksimum intensywności; odwołując się do bardzo palących wspomnień poszczególnych konfliktów, nasyca on intensywnym życiem wszystkie szczegóły kompozycji zaprezentowanej świadomości. Otrzymujemy w ten sposób ową intuicję socjalizmu, której język nie mógł oddać w sposób doskonale jasny − i otrzymujemy ją w formie bezpośrednio percypowanej.

Rewolucja socjalistyczna dokonać się może tylko w momencie, gdy proletariatem zawładnie idea strajku generalnego. Poprzez strajk dochodzą do głosu bohaterskie cnoty i solidarność między strajkującymi. Przemoc proletariatu nie wykracza tu poza pewne ramy. Strajk ma aspekt twórczy i służy odnowie moralnej.

## Teoretyk narodowego syndykalizmu
Po strajku generalnym we Francji w 1909 roku, Sorel i jego zwolennicy z pozycji lewicowych przeszli na pozycje skrajnej prawicy, starając się łączyć poglądy syndykalistyczne z francuskim patriotyzmem i wojującym katolicyzmem. W tym samym roku w pracy Iluzja Postępu potępił demokrację. W 1910 roku Sorel ostatecznie ogłosił, że zrywa z socjalizmem a cztery lata później odwołując się do Benedetto Croce, stwierdził, że socjalizm jest martwy, a rozkład marksizmu już nastąpił.
W 1910 roku stał się zwolennikiem Charles’a Maurrasa.

## Główne prace
- Réflexions sur la violence (1908);
- La décomposition du marxisme (1908);
- Les illusions du progrès (1908);
- Matériaux d’une théorie du prolétariat (1919).

### Polskie przekłady
- Złudzenia postępu, Kraków, Księgarnia S.A. Krzyżanowskiego / Warszawa, Księgarnia G. Centnerszwera i Ski, 1912
- O sztuce, religii i filozofii, Lwów, Nakładem Księgarni Polskiej B. Połonieckiego, / Warszawa, E. Wende i Ska 1913
- Strajk proletariacki, "Colloquia Communia", 1993, nr 1 (6), s. 59-81
- Rozważania o przemocy (fragmenty), Przyczynki do teorii proletariatu (fragmenty) w Idea demokracji w tradycji myśli socjalistycznej, Wybór tekstów, Książka i Wiedza, Warszawa 1974 s. 411-429
- Moralność przemocy, Dialogi Polityczne, 2010, nr 10 s. 17-32
- O złudzeniach w kwestii zniknięcia przemocy, Krytyka Polityczna, 2010, nr 22 s. 163-169
- Przełom w myśli katolickiej, Sfinks, listopad - grudzień 1913
- Rozważania o przemocy, Wydawnictwo Krytyki Politycznej, seria Idee, 2014
- Organizacja Demokracji, Res Publica Nova, 2016, nr 1 s. 32-42

## Recepcja
Marek Waldenberg twierdzi, że Sorel był najwybitniejszym intelektualistą zaliczanym do rewolucyjnego syndykalizmu i najbardziej reprezentatywnym tego kierunku ideologiem. Sorel nie inspirował syndykalistów − był on raczej przejawem tego ruchu.
Jak zauważa Laskowski: „W gorącym, uwodliwym pisarstwie Sorela nie ma ani śladu anarchistycznych wątpliwości, gubi się jednostka, ginie złożoność myśli wolnościowej”.